# Rossini (film 1942)
Rossini è un film del 1942 diretto da Mario Bonnard.
Prodotto dalla Compagnia Italiana Superfilm Nettunia è stato girato negli stabilimenti Pisorno di Tirrenia e presentato anche con il titolo: Arte ed amori di Gioacchino Rossini. Alla pellicola ha collaborato anche un giovanissimo Tonino Delli Colli come operatore primario.

## Trama
Le vicende pubbliche e private del musicista Gioachino Rossini. La pellicola è una biografia accurata: i suoi primi successi, le divergenze con il suo impresario Domenico Barbaja a Napoli, dove in qualità di direttore musicale al Teatro San Carlo diviene un musicista acclamato, poi a Roma dove ha luogo la "prima" de Il barbiere di Siviglia e a Parigi con il Guglielmo Tell, passando attraverso le sue vicende private come il matrimonio con Isabella Colbran.

## Produzione
Il film è stato girato negli stabilimenti Pisorno di Tirrenia.

## Distribuzione
Il film venne distribuito nel circuito cinematografico italiano il 1º ottobre del 1942.

## Critica
Dino Falconi su Il Popolo d'Italia del 10 gennaio 1943: «Se c'è una figura di musicista insigne che si presti ad essere il centro di uno spettacolo, questa è Gioacchino Rossini. Ridente, piacente, vivido, scanzonato, trionfatore, Rossini è il protagonista ideale di un'opera teatrale o cinematografica; e le sue musiche estrose, guizzanti, geniali, travolgenti sono il più portentoso commento musicale che si possa desiderare. [...] Forse il Rossini di questo film non ha le caratteristiche del vero genio, ma è più che altro un genio addomesticato dall'aneddoto; forse c'è un'eccessiva preoccupazione di fornire al protagonista dei pretesti musicali. Il fatto sta che questo film, per quanto vario, movimentato, pittoresco e fastoso, non interessa pienamente anche se non annoia mai e diverte quasi sempre. [...]»